# Пајнвил (Северна Каролина)
Пајнвил (енгл. Pineville) град је у америчкој савезној држави Северна Каролина.

## Демографија
По попису из 2010. године број становника је 7.479, што је 4.03 (116,8%) становника више него 2000. године.
| Група             | 2000.         | 2010.         |
| Белци             | 2.550 (73,9%) | 3.908 (52,3%) |
| Афроамериканци    | 345 (10,0%)   | 1.664 (22,2%) |
| Азијати           | 114 (3,3%)    | 258 (3,4%)    |
| Хиспаноамериканци | 385 (11,2%)   | 1.507 (20,1%) |
| Укупно            | 3.449         | 7.479         |